# Primera guerra anglo-afganesa
La Primera guerra anglo-afganesa (1838-1842) fou un conflicte entre el sobirà barakzay de Kabul i Kandahar i la Gran Bretanya. L'objectiu britànic era deposar Dust Muhammad Khan i restaurar a l'antic sobirà sadozay Shah Shuja per establir la seva influència a la zona en oposició als russos. Els britànics van entrar a l'Afganistan la primavera del 1839 i es van dirigir a Kandahar, Gazni i Kabul. Shah Shuja fou restaurat però els barakzay van romandre lluitant. El novembre de 1841 va esclatar una revolta a Kabul i els comandants britànics Burnes i Macnaghten van morir a la lluita; es va iniciar l'evacuació britànica, ja molt reduïda, cap a Jalalabad (Nangarhar). Shah Shuja fou assassinat. Els britànics van enviar un nou exèrcit a l'Afganistan el 1842, va rescatar als ostatges i va retornar a l'Índia Britànica. El final de la guerra fou declarat a la proclamació de Simla de l'1 d'octubre de 1842. Dust Muhammad retornà a Kabul el 1843.